# Mètode de Galerkin
En matemàtiques, i concretament en anàlisi numèrica, el mètode de Galerkin o, millor dit, els mètodes de Galerkin, són procediments que permeten convertir els problemes amb operadors continus en discrets. Bàsicament, serveixen per determinar els coeficients d'una sèrie de potències enteres que és la solució d'una equació diferencial ordinària o parcial.
Són els antecedents i la base dels mètodes d'elements finits. Normalment es dona el nom juntament amb el mètode d'aproximació utilitzat: mètode de Ritz-Galerkin, de Petrov-Galerkin, de Bubnov-Galerkin, de Taylor-Galerkin, etc.
Deu el seu nom al matemàtic rus Boris Galerkin, qui el va publicar el 1915 tot i que feia referència al físic que el va inspirar: Walther Ritz qui podria considerar-se l'autèntic descobridor.